# Мишкин-Ёль (посёлок)
Мишкин-Ёль — поселок в Троицко-Печорском районе республики Коми в составе сельского поселения Усть-Илыч.

## География
Находится в правобережной части района на расстоянии примерно 33 километра по прямой от поселка Троицко-Печорск на восток-юго-восток.

## Климат
Климат умеренно-континентальный, лето короткое и умеренно-прохладное, зима многоснежная, продолжительная и холодная. Среднегодовая температура -1.2 градусов С, при этом средняя температура января равна -18 градусов С, июля 16 градусов С. Продолжительность отопительного периода равна 254 суткам при среднесуточной температуре -7,40 градусов С. Устойчивый снежный покров образуется в среднем в 26 октября и продолжается до 14 мая. Средняя высота снежного покрова за зиму незащищенных участков – 74 см, максимальная – 116 см, минимальная – 38 см.
Часовой пояс
Поселок Мишкин-Ёль находится в часовой зоне МСК (московское время). Смещение применяемого времени относительно UTC составляет +3:00.

## История
Поселок появился предположительно в 30-е годы как лесоучасток, входящий в Троицко-Печорский леспромхоз. На картах появляется в 1940-х годах.

## Население
Постоянное население составляло 95 человек в 2002 году (русские 62%), 15 человек в 2010 году.